# لو ژوقنال دو مایکی

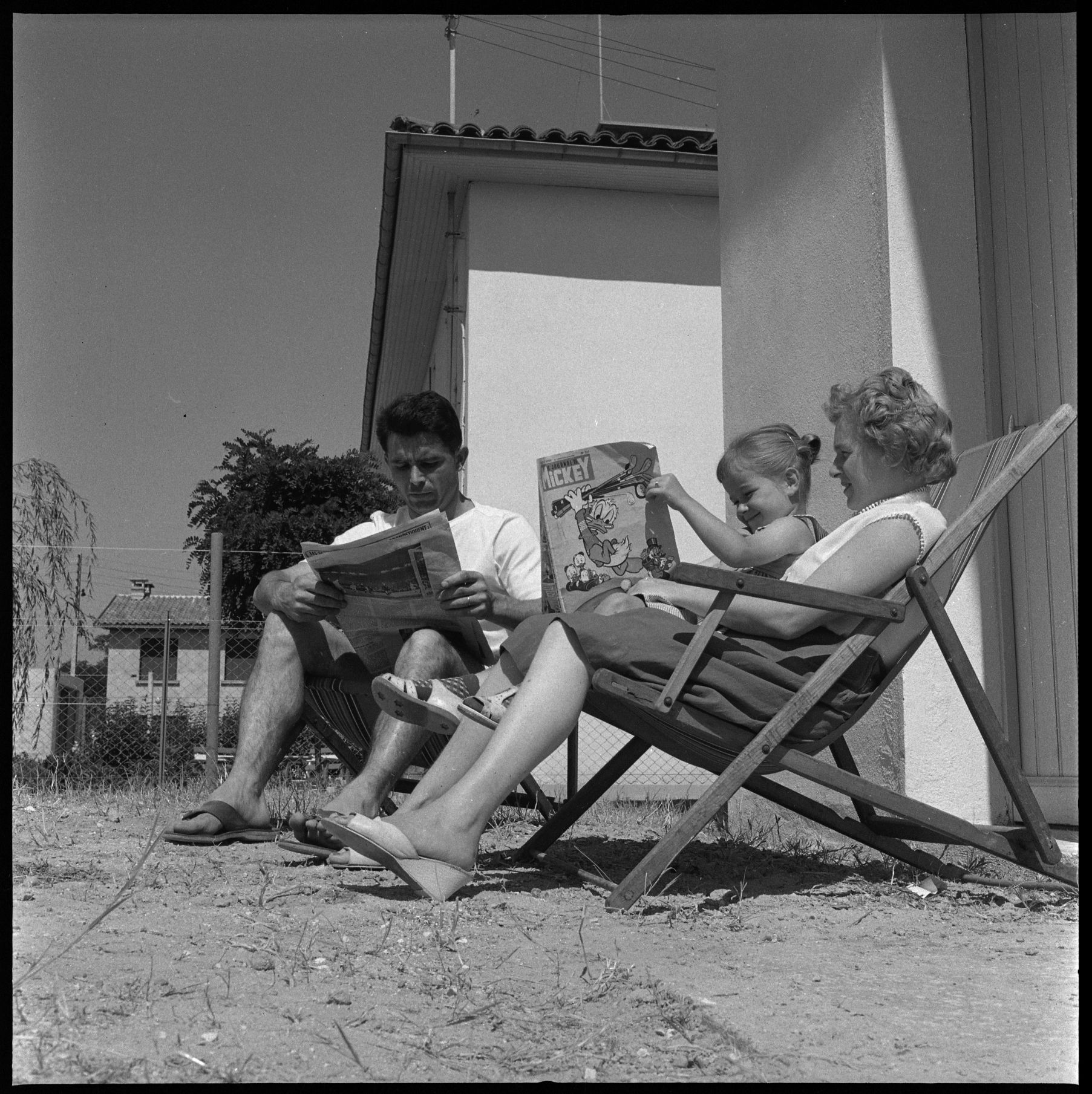
در حال خواندن داستان مصور

لو ژوقنال دو مایکی (انگلیسی: Le Journal de Mickey) (فارسی: مجله مایکی) یک مجله هفتگی کمیک (داستان مصور) فرانسوی است که از سال ۱۹۳۴ منتشر می‌شود. این مجله کمیک‌های دیزنی از فرانسه و سراسر جهان را به نمایش می‌گذارد. لو ژوقنال دو مایکی در حال حاضر توسط رسانه یونیک هریتیج منتشر می‌گردد. این نشریه روی ماجراهای میکی ماوس و دیگر شخصیت‌های دیزنی متمرکز است، اما کمیک‌های دیگری نیز در این هفته نامه وجود دارد. در حال حاضر این مجله محبوب‌ترین هفته نامه فرانسوی برای کودکان بین ۸ تا ۱۳ سال می‌باشد.